# IK Makkabi
IK Makkabi (Idrottsklubben Makkabi) är en svensk idrottsförening som grundades den 13 september 1933.
IK Makkabi är via specialförbunden medlemmar i Riksidrottsförbundet och även medlem i Maccabi Sweden och därigenom medlemmar i Maccabi World Union.

## IK Makkabi – den judiska idrottsklubben
Den 13 september 1933 bildades IK Makkabi i Stockholm av Simon Brick. Från början var medlemmarna främst judar som flytt pogromer och förföljelse i Ryssland, Polen och Baltikum. Det fanns ett behov av gemenskap och mötesplatser utanför de trånga bostäderna på Klippgatan och kvarteren runtomkring på östra Södermalm där en stor del av den judiska befolkningen bodde på den här tiden. Makkabi sågs som ett verktyg för att tvätta bort nidbilden av judar som svaga och endast intellektuella. Idrotten var en väg till självkänsla för den judiska gruppen.

## Pingisens historia i Makkabi
1935, två år efter klubbens start, startar bordtennissektionen som klubbens fjärde efter fotboll, gymnastik och allmän idrott. Klubblokal saknades däremot vid denna tidpunkt och tillfälliga lösningar blev nödvändiga tills mer permanenta alternativ kom på plats.
Efter krigstiden blev bordtennissektionen framgångsrik med flera säsonger i högsta divisionen, Cure Skaj blev svensk juniormästare 1951 i Makkabis färger och Anton Bolgar tar sig till final i SM för seniorer.
Makkabis kanske mest kände ”macher” - Joel ”mannen som lyfter luren” Haskel, bjuder på eget bevåg 1949 in bordtenniseliten från Frankrike, England, USA och Sverige till Eriksdalshallen i Stockholm för att tävla i en inofficiell landskamp mellan fyra nationer. Svenska bordtennisförbundets ordförande inleder tävlingarna och protokollerar meningen ”sen bordtennisförbundet gjort sitt vid VM i våras, sköter Makkabi med sitt nät av internationella förbindelser hösten.”

## Bowlingens historia i Makkabi
Bowlingen tillhör en av klubbens äldsta och mest framgångsrika sektioner. Bowlingspel i Makkabi började på prov redan 1935 och sektionen blev verklighet året därpå.
Bowlingsektionen har genom åren fostrat bowlare som bidragit med åtskilliga medaljer i Makkabiaderna liksom titlar inom svensk bowling. Redan 1968 erhöll Jack Dworén förtjänstmärket i guld från Stockholms bowlingförbund, för sitt över 25 år långa engagemang för Makkabis bowlingsektion. En bragd och ett engagemang som senare repeterades av Josef Jawitz, Joel Pirhi och Gert Kimsten vilka erhöll förtjänstmärket 2003. 
Idag, 2023, tävlar IK Makkabi bowling framgångsrikt i Stockholmsserien med ett 4-mannalag och har regelbundna träningar för såväl juniorer som seniorer. Sektionen består av alltifrån nybörjare till Gert Kimsten. 

## Idrottsgrenar genom historien
- Bandy 1933-1934
- Gymnastik 1933-
- Fotboll 1933-
- Friidrott 1934-1950
- Bordtennis 1935-
- Handboll 1946-1983
- Tennis 1946-1950
- Badminton 1947-1989
- Bridge 1952-
- Bowling 1945-
- Ishockey 1955-1961
- Judo 1955-1995
- Volleyboll 1972-1995
- Basket 1974-1998
- Fäktning 1982-1984
- Innebandy 1990-2016
- Golf 1990-2001
- Padel 2020 -
- Schack 2022 -